# Pseudoconizonia
Pseudoconizonia is een kevergeslacht uit de familie van de boktorren (Cerambycidae). De wetenschappelijke naam van het geslacht werd voor het eerst geldig gepubliceerd in 1956 door Breuning.

## Soorten
Pseudoconizonia is monotypisch en omvat slechts de volgende soort:
- Pseudoconizonia basalis (Gahan, 1890)